# Quincy Acy
Quincy Jyrome Acy (* 6. Oktober 1990 in Tyler, Texas) ist ein US-amerikanischer Basketballspieler auf der Position des Power Forward. Er steht seit 2019 bei Makkabi Tel Aviv unter Vertrag.

## Karriere
Quincy Acy wurde bei der NBA-Draft 2012 an 37. Stelle von den Toronto Raptors gezogen. In seiner Rookie-Saison sollte der bullige Forward sowohl für die Raptors als auch für ihr damaliges Farmteam Bakersfield Jam in der NBA Development League zum Einsatz kommen. Insgesamt kam Acy in seiner ersten Saison auf 29 Einsätze als Einwechselspieler bei den Raptors.

Kurz nach Beginn der NBA-Saison 2013/14 wechselte Acy im Rahmen des Rudy-Gay-Trades mit diesem und Aaron Gray zu den Sacramento Kings. In seinem zweiten Profijahr konnte Acy sich weiterentwickeln und avancierte zu einem wertvollen Einwechselspieler in Sacramento.
Am 6. August 2014 gaben die New York Knicks die Verpflichtung von Quincy Acy und Travis Outlaw bekannt; im Gegenzug wechselten Jeremy Tyler und Wayne Ellington zu den Kings. Mit den Knicks spielte Acy die schwächste Saison in der langen Franchsise-Historie. Für negative Presse sorgte zudem eine Schlägerei zwischen Acy und John Wall in der Partie gegen die Washington Wizards am 25. Dezember 2014. Jedoch konnte Acy in der zweiten Saisonhälfte seine individuellen Leistungen stabilisieren und, bedingt durch den Abgang von Amar'e Stoudemire, erste Erfahrungen als Spieler in der Startaufstellung sammeln. Die Knicks entschieden sich nach der Saison gegen eine weitere Verpflichtung Acys, und so kehrte er nach einer Saison nach Sacramento zurück.
Zur Saison 2016/2017 schloss sich Acy den Dallas Mavericks an und unterzeichnete einen Vertrag bis 2018.